# Henrik Hertz

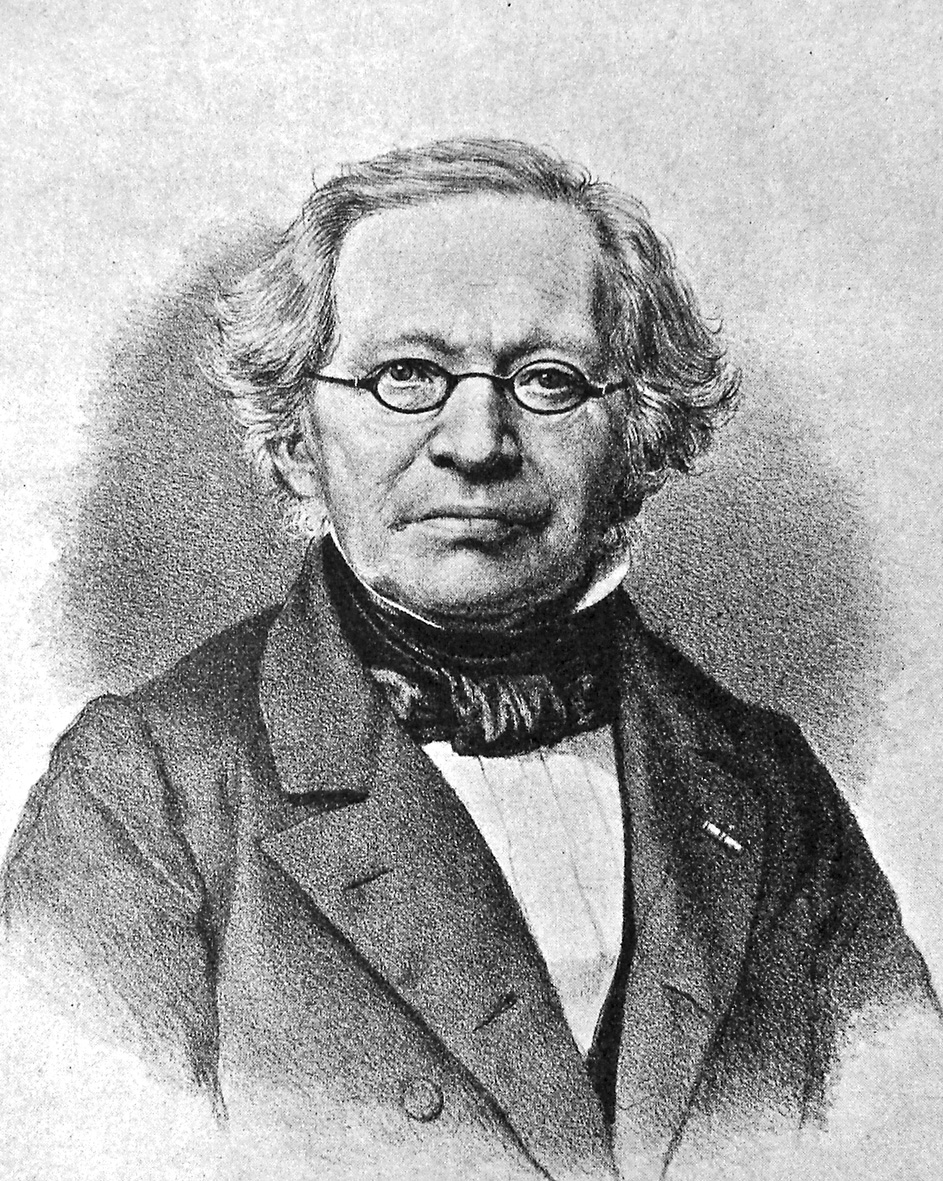
Henrik Herz

Heyman Henrik Hertz (* 25. August 1798 in Kopenhagen; † 25. Februar 1870 ebenda) war ein dänischer Schriftsteller.

## Leben
Die Familie stammte aus dem jüdischen Bildungsbürgertum Dänemarks. Der Vater, Philip Hertz, war erst Kaufmann, dann Bäckermeister. Er verstarb, als Henrik anderthalb Jahre alt war. Nach seinem Tod übernahm die Mutter, Beline Hertz, geborene Salomonsen, die Bäckerei in der Klosterstræde in der Kopenhagener Altstadt. Im Jahr 1807 wurde die Bäckerei bei der Bombardierung von Kopenhagen durch einen großen Brand im gesamten Viertel der Stadt zerstört und damit auch die glückliche Kindheit von Henrik Hertz, die zuvor nur einmal durch eine fast tödliche Operation im vierten Lebensjahr überschattet worden war, als sich Knötchen am Hals gebildet hatten. 1814 ereilte ihn mit dem Tod seiner Mutter ein weiterer Schicksalsschlag, der ihn im Alter von sechzehn Jahren zum Vollwaisen machte.
Bis zu diesem Zeitpunkt beschäftigte sich Henrik mit dem Lesen von Romanen und kannte bereits die wichtigsten deutschen und dänischen literarischen Werke. Sein Bruder Salomo Sylvester Hertz (* 1792), der zweitälteste Sohn der Familie, später Herausgeber der bekannten Zeitung Vejle Amts Avis, hatte eine dichterische Begabung und beendete gerade sein Magisterstudium in Philosophie (1809). Zur Vorbereitung auf die Metropolitanskolen in Kopenhagen, einer Grundschule der gehobenen Mittelklasse, brachte er dem jüngeren Bruder immer wieder Literatur mit. „Soweit ich mich erinnere“, schrieb Hertz in seinem autobiographischen Manuskript Gjenganger-Breve, das er 1870 anonym veröffentlichte, „hielt ich es ab meinem 11. Jahr für eine beschlossene Sache, dass ich Verse schreibe. Mein Bruder gab mir deshalb einmal einen Auftrag in Dänisch, den ich mit einer kleinen Komödie, durchsetzt mit Liedern, beantwortete.“
Als Henrik 13 Jahre alt war, kam er aufs Gymnasium, doch als seine Mutter starb, war es fraglich, ob er als Waise überhaupt studieren konnte. Im Herausgeber der Berlingske Tidende, Mendel Levin Nathanson, fand er einen Gönner, der ihm das Jura-Studium ermöglichte, das er 1817 mit Bravour abschloss.
Henrik Hertz war ein begeisterter Verehrer von Adam Oehlenschläger, traf dessen literarischen Erzfeind, den dänischen Dichter Jens Immanuel Baggesen, und war ein guter Freund von Johan Ludvig Heiberg und dessen Gattin. In seiner Autobiographie Gjenganger-Breve, in der er übrigens den Märchendichter Hans Christian Andersen kritisch sieht, bekannte er sich zu Heiberg und dessen Schule. Seine frühen Gedichte waren von Bernhard Severin Ingemann, die späteren von Adam Oehlenschläger beeinflusst. Er verehrte Svend Grundtvig und Adolph Wilhelm Schack von Staffeldt und bewunderte William Shakespeare.
Henrik Hertz’ Dramen und Komödien waren sehr erfolgreich und gelten als Vorreiter des bürgerlichen Realismus in Dänemark.
1845 erhielt Henrik Hertz den Titel Professor, wurde im Jahr 1850 zum Ritter des Dannebrog und 1865 zum Dannebrogsmand ernannt. Er war einer der vier Dichter (neben Hans Christian Andersen, Christian Winther und Frederik Paludan-Müller), denen als erste ein Dichtersold gewährt wurde.
Im Alter von 52 Jahren heiratete er 1850 Louise von Halle, die Tochter des Händlers Amsel von Halle und Sara, geb. Nathanson, und verlebte mit ihr noch zwei erfolgreiche Jahrzehnte als Schriftsteller.
Am 25. Februar 1870 wurde er auf dem Assistenzfriedhof beerdigt.

## Werke
- Libretto zu Korsarerne (Der Korsar). Oper in zwei Aufzügen von Johann Peter Emilius Hartmann, op. 16, 1832–35. Klavierauszug: archive.org.
- Text zu Weyses minde. Kantate für Solisten, Chor und Klavier von Johann Peter Emilius Hartmann, op. 36, 1843 (Digitalisat bei Google Books)

### Werkausgaben
- Henrik Hertz’s Samlede Skrifter. Dramatiske Værker af Henrik Hertz. 18 Bände. Reitzel, Kopenhagen 1854–1873
  - Band 2: Et Offer. Skuespil i fire Acter (1854); Textarchiv – Internet Archive
 Amanda, romantisk Lystspil i fire Acter (1844); Textarchiv – Internet Archive
  - Band 3: Flyttedagen, Lystspil i fem Acter (1828); Textarchiv – Internet Archive
 De Deporterede, Skuespil i tre Acter (1853); Textarchiv – Internet Archive
  - Band 8: Den Yngste. Lystspil i fire Acter (1854); Textarchiv – Internet Archive
 Een Dag paa Gen Als. Lystspil i rimede Vers tv Acter (1832); Textarchiv – Internet Archive
 Et Eventyr i Dyrehaven, eller Cassanders opdagede Troedskhed. Maske-Comedie i een Act (1839); Textarchiv – Internet Archive
  - Band 13: Estrella, romantisk Skuespil i fire Acter (1856); Textarchiv – Internet Archive
 Hundrede Aar, polemisk Comedie i fire Decorationer (1849); Textarchiv – Internet Archive
  - Band 17: Tre Dage i Padua. romantisk Skuespil i tre Acter (1869);
 Paschaens Datter. Syngestykke i fire Acter (1869);
 Et herreselskab. Lystspil i to Acter (1869)
  - Band 18:[1] En Mand, der er elsket af Alle. Lystspil i 2 Acter;
 Søsterlig Kjærlighed. Vaudeville i een Act (1870)
- Udvalgte dramatiske Værker. 8 Bände. 1897/1898

### Übersetzungen ins Deutsche
- König René’s Tochter. Lyrisches Drama in einem Act. Frei aus dem Daenischen uebertragen von Heinrich Smidt. Both, Berlin 1845 (Digitalisat bei Google Books)
- Jolantha, die Königstochter. Ein lyrisches Drama. Aus dem Dänischen von Harald Thaulow. Blatt, Altona 1847 (Digitalisat bei Google Books)
- König René’s Tochter. Lyrisches Drama. Aus dem Dänischen unter Mitwirkung des Verfassers von Fr. Bresemann. Duncker, Berlin 1847 (Digitalisat bei Google Books); 5. Auflage: 1854 (Digitalisat bei Google Books); 8. Auflage: Paetel, Berlin 1872
- König René’s Tochter. Lyrisches Drama. Im Versmaaße des dänischen Originals übersetzt von F. A. Leo.[2] Lorck, Leipzig 1848; 2. verbesserte Auflage: 1848 (= Gesammelte Schriften,  Band 1; Digitalisat bei Google Books); 4. Auflage: 1851 (Digitalisat bei Google Books)
- Jolanthe, König René’s Tochter, nach Hertz. Drama in einem Akt von Ernst Anton Zündt (1878[3])
- Ein Heirathsproject. Lustspiel in 2 Aufzügen nach dem Dänischen des Henrik Herz [sic] von C. Schlivian. Blomberg’sche Officin, Schkeuditz 1847 (Digitalisat bei Google Books)
- Gesammelte Schriften. 3 Bände. Lorck, Leipzig 1848 (Digitalisat bei Google Books)
  - Band 1: König René’s Tochter. Lyrisches Drama. Im Versmaaße des dänischen Originals übersetzt von F. A. Leo. (2. verbesserte Auflage)
  - Band 2: Svend Dyring’s Haus. Romantische Tragödie in vier Akten. Im Versmaaße des dänischen Originals übersetzt von F. A. Leo
  - Band 3: Gesammelte Gedichte. Im Versmaaße des dänischen Originals übersetzt von Emanuel Bendix
- Ninon de Lenclos. Schauspiel in 5 Acten. Uebertragen von Harald Thaulow. Fabritius, Christiania 1850 (Digitalisat bei Google Books)
- Scheik Hassan. Lustspiel in drei Aufzügen. Aus dem Dänischen übersetzt von Graf U. von Baudissin. Uflacker, Altona 1861 (Digitalisat bei Google Books)

## Rezeption
- Caroline Shawk Brooks: The Dreaming Iolanthe, King Rene’s daughter, from Henri Herz [sic]. A study in butter (verschiedene Ausführungen ab 1873; stereoskopische Fotografie in der Library of Congress)
- Pjotr Iljitsch Tschaikowski: Jolanthe. Oper in einem Akt, op. 69 (1891) nach Hertz’ Kong Renés Datter (Libretto: Modest Tschaikowski, Uraufführung: St. Petersburg 1892)
- Das Licht der Liebe, Märchenfilm (DDR 1990) nach Kong Renés Datter